# Средни десантни кораби проект 572
Средни десантни кораби проект 572 или „Бурея“ са серия средни десантни кораби на ВМФ на СССР. Предназначен е за стоварване на морски десант на необорудовано крайбрежие. Способен е да транспортира различни видове бронетехника, включително и танкове. До 1963 г. се класифицират като танкодесантни кораби.

## История на проекта
След Великата Отечествена война десантните кораби за ВМФ на СССР се строят не само по специални проекти, но и чрез преоборудване на товарни съдове на Министерството на Морския флот на СССР. През 1956 г., по решение на ВМФ на СССР, ЦКБ-50 разработва проект за преоборудване на товарния моторен кораб от проекта 568 в среден десантен кораб от проекта 572. Главен конструктор е Е. С. Толоцкий, главен наблюдаващ от страна на ВМФ – Д. П. Володченко.
Кораба е предназначен за стоварването на десант с амуницията и придадената техника на оборудвани и необорудвани крайбрежия без използването на специални десантни средства.
През 1970-те години, корабите от проекта 572 са преоборудвани в транспорти. Носовите врати са плътно заварени, товароподемността съставя вече 1000 тона, газенето се увеличава до 4,4 м. Два от тях („Хопьор“ и „Бурея“) са снабдени с 10-тонми кранове, след което те изпълняват функцията на морски транспорти на въоръжение балистичните ракети Р-21. Далечината на плаване на корабите се увеличава до 3000 мили при скорост 10 възела.

## Конструкция
ГЕУ се състои от два дизела 8ДР със сумарна мощност 1600 к.с., осигуряваща скорост на пълен ход от 12,2 възела. Стандартната водоизместимост достига 1400 тона, а пълната – 1915 тона. Далечината на плаване съставлява 2000 мили. Автономността на плаване – 15 денонощия (с десанта – 2 денонощия).
За стоварването на десанта в носовата част на кораба са предвидени двукрили врати и къса спускаема сходня. Натоварването и стоварването на товарите се осъществява с шест 2,5-тони крана-стрели. За разполагането на личния състав на десанта в бордовите отсеци са оборудвани кубрици с висящи койки.

### Въоръжение
Артилерийското въоръжение включва две 57-мм артустановки ЗИФ-31Б и две 25 мм АУ 2М-3М. Личният състав на десанта се разполага в специални помещения под танковата палуба.

## Десантни възможности
Средните десантни кораби от проекта 572 са способни да превозват за 1 рейс 4 тежки танка или пет средни танка, спускането на които на необорудван бряг се осъществява по сходнята през носовите врати. За морската пехота има специални кубрици в трюм под танковата палуба. Кораба може да носи вместо техниката 225 души с пълна екипировка.

## Състав на серията
Серията от седем кораба е построена в селището Октябърское (Николаевска област) в периода 1957 – 1959 г., от тях за ВМФ на СССР са построено само 3 кораба („Иргиз“, „Бира“ и „Вологда“), а останалите са построени за Министерството на морския флот на СССР.
| Наименование | Бордов № | Производител | Заводски № | Дата на залагане | Спуск на вода | Въвеждане в строй | Флот | Състояние                              | Забележка                                                                        |
| ------------ | -------- | ------------ | ---------- | ---------------- | ------------- | ----------------- | ---- | -------------------------------------- | -------------------------------------------------------------------------------- |
| „Иргиз“      |          | КСЗ № 872    | № 01       | 13.03.1957 г.    |               | 31.05.1958 г.     | ЧФ   |                                        |                                                                                  |
| „Хопёр“      |          | КСЗ № 872    | № 02       | 20.11.1957 г.    |               | 30.09.1958 г.     | СФ   | През 2008 г. потопен като кораб-мишена | Преоборудван като морски транспорт на въоръжения за транспортирането на БР Р-21. |
| „Илет“       |          | КСЗ № 872    | № 03       | 12.03.1958 г.    |               | 26.12.1958 г.     | ЧФ   |                                        | Преоборудван в ОС-15 през 1959 – 1960 г. 1 х 1 ПУ за ПКР П-35 със СУ „Бином“     |
| „Вологда“    |          | КСЗ № 872    | № 04       | 8.05.1958 г.     |               | 31.12.1958 г.     | ТФ   | Отписан на 1.09.1995 г.                |                                                                                  |
| „Аракс“      | 490      | КСЗ № 872    | № 05       | 15.06.1958 г.    |               | 30.06.1959 г.     | БФ   | Отписан на 30.06.1993 г.               | След това СДК-5 1400/2000 т                                                      |
| „Бурея“      |          | КСЗ № 872    | № 06       | 4.11.1958 г.     |               | 30.09.1959 г.     | ТФ   | Потъва на 5.12.1995 г.                 | Преоборудван в морски транспорт на въоръжения за транспортиране на БР Р-21.      |
| „Бира“       |          | КСЗ № 872    | № 07       | 20.11.1958 г.    |               | 28.12.1959 г.     | ЧФ   |                                        |                                                                                  |

Всичко според